# 贝尔纳·皮埃尔·马尼昂

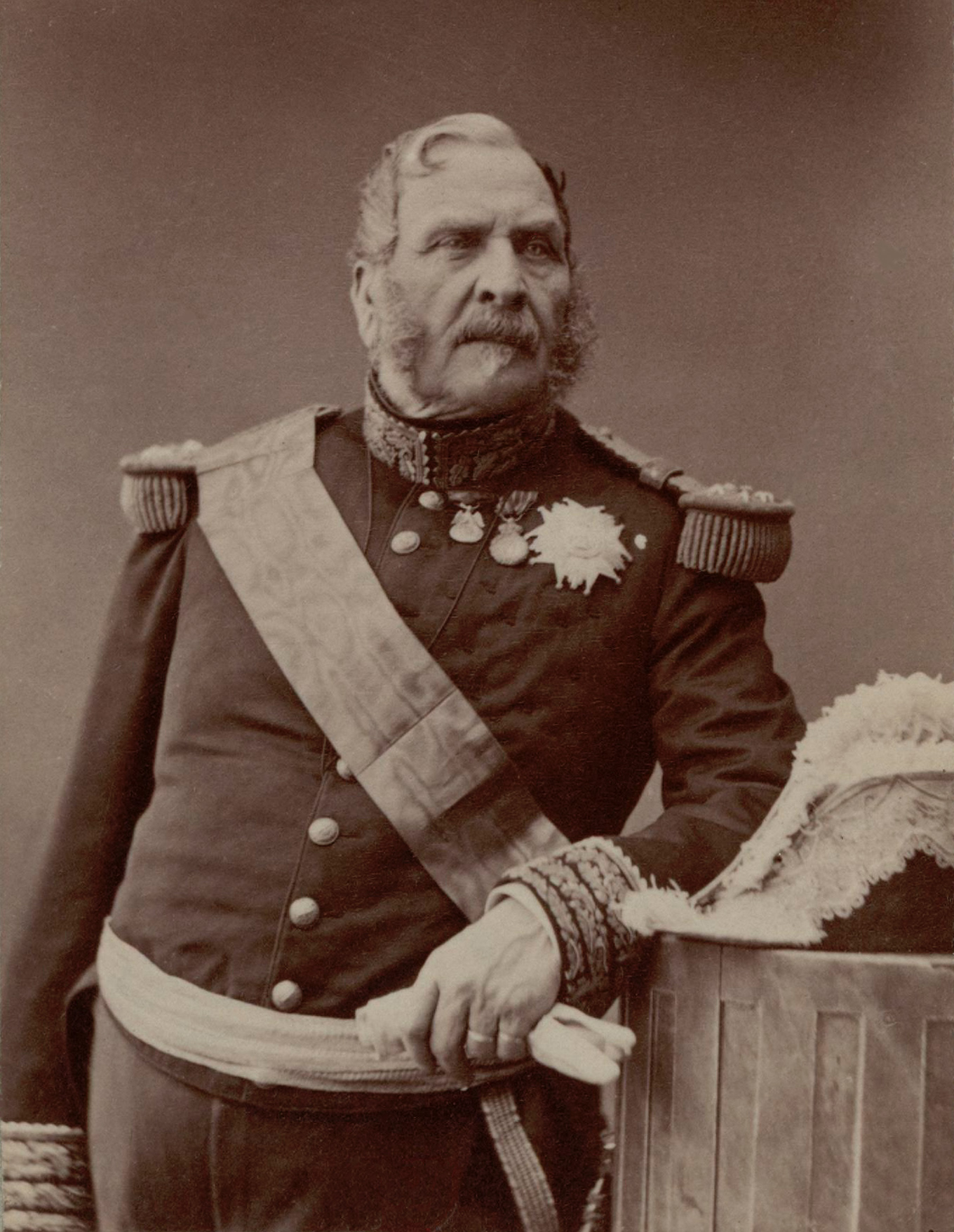
贝尔纳·皮埃尔·马尼昂

贝尔纳·皮埃尔·马尼昂(Bernard Pierre Magnan) (1791年12月7日巴黎 – 1865年5月29日在巴黎) 法国元帅，波拿巴主义者。
1809年，马尼昂在第66队作为一个现役士兵开始他的职业生涯，在1810年提升为中士，第二年他进入了警察队伍，先后被提拔二级中尉、一级中尉和上尉。1810年到1813年马尼昂参加了半岛战争。1814年1月他被转到皇家卫队，参加了1814年的法国战场，在克拉奥讷受伤。
百日王朝期间他重新加入拿破仑的皇家卫队。滑铁卢之后，他转到皇家卫队第6团，1820年他被任命为第36营和第60营中校营长。1823年，他参加了西班牙战场，提升为第49营上校营长，随后参加了征服阿尔及利亚。
1835年马尼昂晋升为准将（maréchal du camp），1832年到1839年驻守比利时，镇压独立革命，1839年到1845年他是北部军区指挥官，镇压利尔和鲁贝的工人起义(1845)，1845年他被提拔为少将（général de division），1848年任里昂司令官，直到他在暴动中受伤。1849年7月，他被任命为斯特拉斯堡第4军团指挥官。第二共和国时期是立法议会议员(1849-1851)，
1851年6月他成为巴黎军队的指挥官，成为1851年12月2日政变的主要组织者之一。次年拿破仑三世让他成为参议员，并授予他法国元帅的头衔。